# Jack Lisowski
Jack Lisowski, né le 25 juin 1991 à Cheltenham, est un joueur de snooker anglais.
Il est devenu professionnel en 2010, terminant premier du classement du PIOS (division secondaire). Lisowski a été finaliste à six reprises sur des tournois classés, sans jamais s'imposer et a connu pour meilleur classement une 10e place en mars 2021. Après cinq participations aux phases finales du championnat du monde, il atteint les quarts de finale en battant pour la première fois de sa carrière Neil Robertson, pourtant favori du tournoi.
Lisowski compte également trois titres sur le circuit amateur.

## Carrière

### Débuts amateurs (2007-2009)
Lisowski atteint la finale du Pot Black Junior 2007 au Crucible Theatre, perdant contre Mitchell Mann,.
Âgé de 19 ans lors du championnat d'Angleterre amateur en 2010, il s'impose 9-2 face à l'Irlandais Leo Fernandez.
Il évolue en tant qu'amateur sur la division secondaire, alors appelée PIOS (série internationale Pontins). Il y remporte deux tournois et dispute une autre finale en deux saisons. Cela lui permet de se placer en tête du classement du PIOS à l'issue de la saison 2009-2010, lui allouant ainsi une carte sur le circuit professionnel.

### Débuts professionnels (2010-2016)
Lors de sa première saison sur le circuit professionnel, Lisowski atteint la finale de la troisième épreuve du circuit européen. Il y remporte six matchs, battant notamment Mark Selby en demi-finale, en manche décisive. Il s'incline toutefois 4-0 contre Tom Ford. La même saison, il atteint le tableau principal de plusieurs tournois classés. Lors de l'Open de Chine, il atteint les quarts de finale pour la première fois de sa carrière sur un tournoi de classement. Il écarte notamment Zhou Yuelong, Judd Trump et Mark Davis, avant de chuter face à Shaun Murphy (5-4). 

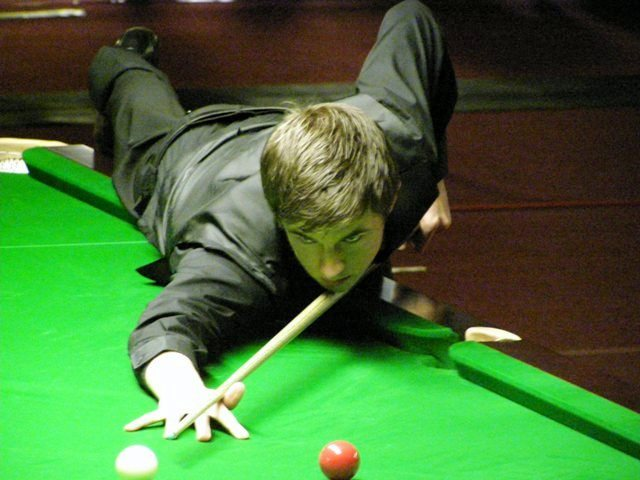
Jack Lisowski en tournoi, en 2011.

En 2012, Il effectue un break maximum de 147 points lors des qualifications du championnat du Royaume-Uni. Lisowski se hisse une seconde fois en finale d'un tournoi du circuit européen (épreuve 1 de Gloucester). Il y bat notamment Judd Trump et Mark Williams, à chaque fois sur la belle, avant de subir une courte défaite face à Stephen Maguire, 4-3, ayant manqué la bille jaune à la fin de la manche décisive. Il termine sa saison en accédant au tableau final du championnat du monde. Il bat James Wattana et Fergal O'Brien lors des qualifications. Durant les phases finales, il est assez aisément battu par le futur finaliste, Barry Hawkins par 10 manches à 3.
Les saisons qui suivent sont moins bonnes ; l'Anglais a du mal à remporter des matchs et ce manque de résultats se traduit aussi au classement mondial. Il redescend à des places dangereuses qui menacent son maintien sur le circuit principal.En 2016-2017, Lisowski fait preuve de davantage de consistance en progressant sur plusieurs tours dans quelques tournois, dont l'Open d'Irlande du Nord et le Shoot-Out. Enfin, il atteint les quarts de finale à l'Open de Gibraltar. Malgré ces efforts, une baisse au classement est de nouveau à noter en fin de saison.

### Révélation au plus haut niveau (2017-2018)
Lisowski s'affirme petit à petit cette saison, en battant régulièrement des joueurs du top 16. Il atteint les quarts de finale à l'Open d'Angleterre et à l'Open de Chine, tournois où il sera battu par Ronnie O'Sullivan et Kyren Wilson. Dès le début de la saison, il fait ses preuves, atteignant les huitièmes de finale au Masters de Riga et au championnat international.
Il passe une étape supplémentaire en se hissant en demi-finale d'un tournoi majeur pour la première fois au Masters de Shanghai. Il a notamment vaincu Mark Allen au deuxième tour pour rejoindre ce stade de la compétition, mais il subit une défaite 6-3 face à son ami Judd Trump.
Lisowski capitalise sur ses bons résultats en participant aux phases finales des championnats du monde en fin d'année, pour la seconde fois de sa carrière. Il ressort victorieux de son premier tour contre l'ancien champion du monde de 2015, Stuart Bingham (10-7). Il ne peut malheureusement pas réitérer son exploit et s'incline lourdement, sur le score de 13-1 face à John Higgins. En guise de satisfaction, il termine l'année au 26e rang du classement ; place qu'il n'avait jamais occupé jusqu'ici.

### Finaliste de tournois de classement et percée dans le top 10 (depuis 2018)
Dans le prolongement de sa saison précédente, Lisowski commence bien en atteignant la finale du Masters de Riga. Il s'y incline 5-2 face à l'Australien Neil Robertson, après avoir remporté six matchs. Il atteint ensuite les quarts de finale de l'Open mondial, du Classique Paul Hunter et du Masters d'Europe. Malgré cette régularité qu'il n'a jamais trouvé jusqu'ici, il se trouve un peu déçu de ses performances car il menait dans tous les matchs qu'il a perdu. Lors du championnat international, il bat Marco Fu, Martin Gould et Judd Trump pour accéder aux demi-finales. Il y perd cependant 9-7 face à Neil Robertson, malgré avoir mené à l'issue de la session du matin. Lisowski intègre pour la première fois le top 16 du classement, ce qui lui permet de participer au Masters où il est battu au premier tour par Ding Junhui (6-1). Dans le tournoi marathon du championnat de la ligue, il se qualifie pour le groupe des vainqueurs en finissant en tête du deuxième groupe. Il termine 4e du groupe des vainqueurs et échoue en finale, 3 à 1 face à Martin Gould. Lisowski termine bien sa saison en atteignant la finale de l'Open de Chine. Il remporte notamment sa demi-finale 10 à 1 face au jeune Scott Donaldson, avant de s'incliner à son tour 11 à 4 face à Neil Robertson, qui l'avait déjà battu en finale du Masters de Riga en tout début de saison. Lisowski est alors classé 11e joueur mondial, son meilleur classement en carrière.
Il faut attendre le dernier tournoi classé de l'année calendaire 2019 pour voir Lisowski figurer dans les phases finales. Lors de l'Open d'Écosse, il atteint sa 3e finale en battant notamment John Higgins et le tenant du titre Mark Allen. Il ne parvient cependant pas à remporter son premier tournoi classé, puisqu'il est battu 9 manches à 6 par Mark Selby, qui s'aduge un second titre des Home Nations Series en 2019.
Pendant la saison 2020-2021, Lisowski se rend à trois reprises en finale de tournois classés : au Grand Prix mondial, au Masters d'Allemagne et à l'Open de Gibraltar. Toutefois, il ne parvient toujours pas à remporter une première victoire en tournoi, butant à chaque fois sur le même adversaire, Judd Trump. En mars 2021, il est récompensé et intègre le top 10 mondial pour la première fois de sa carrière. Plus d'un an après, il dispose de Neil Robertson et se qualifie pour les quarts de finale du championnat du monde, réalisant ainsi son meilleur résultat dans cette compétition. Il y est battu d'une longueur par John Higgins et retrouve le top 10 en fin de saison. 
Quelques mois après, il est demi-finaliste au championnat du Royaume-Uni où il montre un visage plus posé et serein, ce qui semble être le fruit de sa fraîche collaboration avec l'ancien champion du monde Peter Ebdon. Cependant, face à l'enjeu, il est rattrapé par ses vieux démons et finit par craquer en manche décisive contre Mark Allen. 

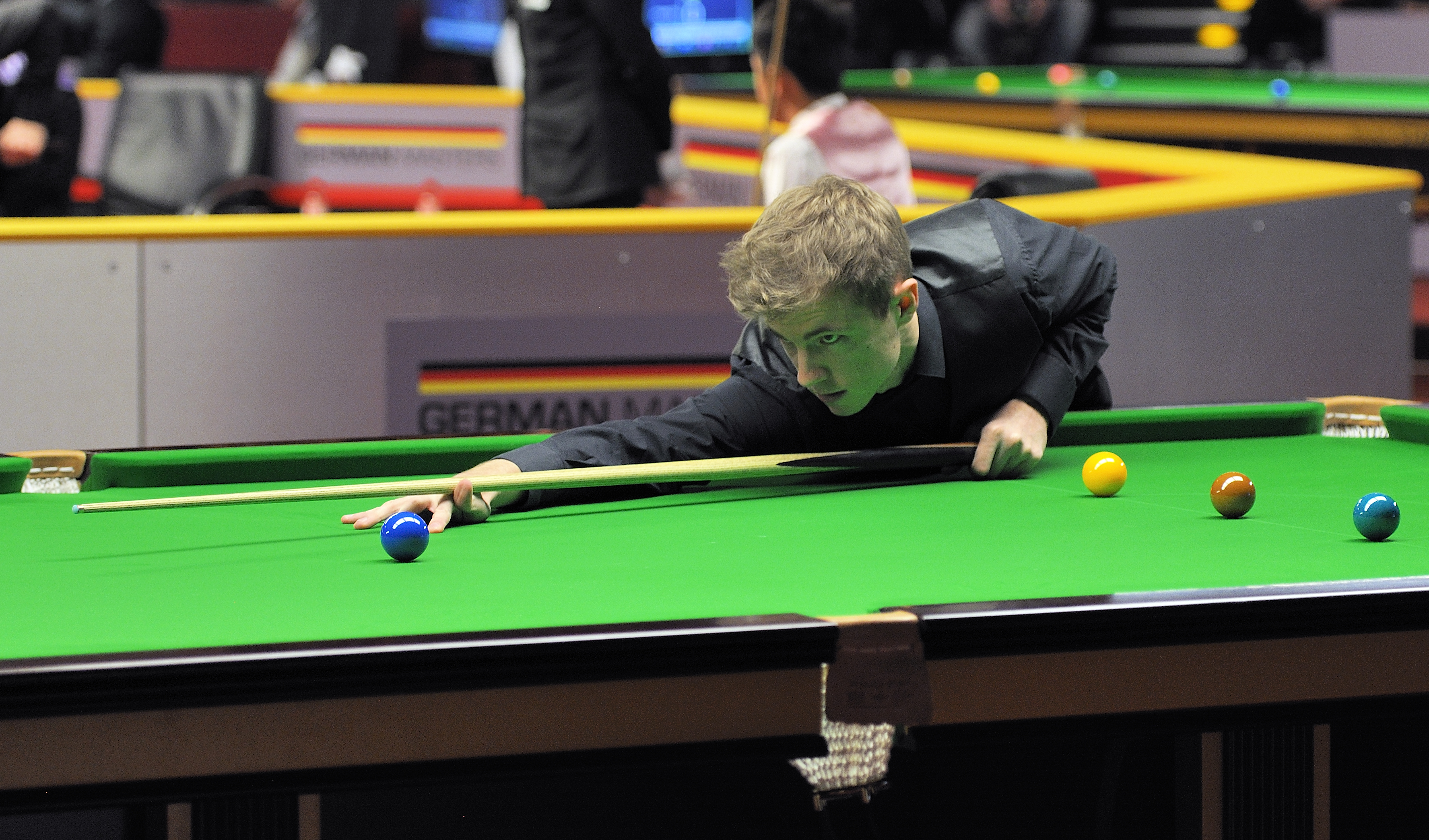
Image illustrant la technique d'accompagnement prolongée de Jack Lisowski.

## Technique et style de jeu
Comme Judd Trump et Neil Robertson, Jack Lisowski est gaucher. Sa gestuelle est fortement inspirée de celle de Ronnie O'Sullivan, sextuple champion du monde. Comme Ronnie, la préparation de ses coups est dynamique et relâchée, tandis que l'accompagnement est long après l'impact de la bille blanche.
Il se distingue comme un joueur offensif et rapide, peut-être même trop pour certains observateurs comme Ronnie O'Sullivan, Jimmy White ou encore Alan McManus, qui estiment que certaines erreurs commises par l'Anglais pourraient être évitées s'il était davantage appliqué. Lors de sa demi-finale face à Joe Perry à l'Open du pays de Galles 2022, O'Sullivan souligne le fait que Lisowski joue parfois trop fort, ce qui, sous l'emprise de la pression, peut avoir des conséquences sur sa précision et sa souplesse. Il perd d'ailleurs le match en manche décisive.
Par la suite, il entame une collaboration avec l'ancien champion du monde Peter Ebdon, pour essayer de faire des progrès sur la plan mental et tactique.
Il est aussi un partenaire d'entraînement régulier de Judd Trump.

## Vie personnelle
Le début de sa carrière est troublé par un lymphome de Hodgkin, forme de cancer potentiellement mortelle. Il en est guéri en 2009, et devient professionnel en 2010, ayant terminé premier du circuit qualificatif PIOS avec deux victoires sur les huit tournois de ce circuit.
Il a épousé sa petite amie américaine, Jamie Livingston, à Cheltenham, le 23 février 2015.
Interrogé sur les origines de son nom de famille, il a déclaré que, bien qu'on lui dise souvent que c'est un nom de famille polonais, son grand-père était un réfugié ukrainien qui s'est installé en Angleterre à la fin de la Seconde Guerre mondiale. Depuis l'Open du pays de Galles 2022, il arbore un petit drapeau ukrainien sur son gilet, en signe de soutien au peuple ukrainien, dans le cadre de l'invasion russe en Ukraine. Cela lui est toutefois interdit lors du championnat du monde.
Grand lecteur, il cite le Times comme son journal favori et The Economist comme son magazine préféré. Ses personnalités sportives favorites sont Tiger Woods et Serena Williams. Judd Trump est son meilleur ami sur le circuit.

## Résultats dans les tournois
| Classement                               | [ nb 1 ]           | 40                 | 35                 | 41                 | 53                 | 39                 | 54               | 26               | 11               | 10               |                  |                  |                  |                  |                  |                  |                  |                  |                  |                  |                  |                  |                  |                  |                  |                  |                  |                  |                  |                  |                  |                  |                  |                  |                  |          |
| Tournois classés                         |                    |                    |                    |                    |                    |                    |                  |                  |                  |                  |                  |                  |                  |                  |                  |                  |                  |                  |                  |                  |                  |                  |                  |                  |                  |                  |                  |                  |                  |                  |                  |                  |                  |                  |                  |          |
| Masters de Riga                          | Tournoi non tenu   | Tournoi non tenu   | Tournoi non tenu   | Tournoi non tenu   | CM                 | CM                 | 2T               | 3T               | F                | 3T               |                  |                  |                  |                  |                  |                  |                  |                  |                  |                  |                  |                  |                  |                  |                  |                  |                  |                  |                  |                  |                  |                  |                  |                  |                  |          |
| Championnat international                | Non tenu           | Non tenu           | DQ                 | 1T                 | DQ                 | 2T                 | DQ               | 3T               | DF               | 1T               |                  |                  |                  |                  |                  |                  |                  |                  |                  |                  |                  |                  |                  |                  |                  |                  |                  |                  |                  |                  |                  |                  |                  |                  |                  |          |
| Championnat de Chine                     | Tournoi non tenu   | Tournoi non tenu   | Tournoi non tenu   | Tournoi non tenu   | Tournoi non tenu   | Tournoi non tenu   | NC               | DQ               | 2T               | 2T               |                  |                  |                  |                  |                  |                  |                  |                  |                  |                  |                  |                  |                  |                  |                  |                  |                  |                  |                  |                  |                  |                  |                  |                  |                  |          |
| Open d'Angleterre                        | Tournoi non tenu   | Tournoi non tenu   | Tournoi non tenu   | Tournoi non tenu   | Tournoi non tenu   | Tournoi non tenu   | 1T               | QF               | 3T               | 3T               |                  |                  |                  |                  |                  |                  |                  |                  |                  |                  |                  |                  |                  |                  |                  |                  |                  |                  |                  |                  |                  |                  |                  |                  |                  |          |
| Open mondial                             | DQ                 | DQ                 | DQ                 | DQ                 | Non tenu           | Non tenu           | DQ               | 1T               | QF               | 3T               |                  |                  |                  |                  |                  |                  |                  |                  |                  |                  |                  |                  |                  |                  |                  |                  |                  |                  |                  |                  |                  |                  |                  |                  |                  |          |
| Open d'Irlande du Nord                   | Tournoi non tenu   | Tournoi non tenu   | Tournoi non tenu   | Tournoi non tenu   | Tournoi non tenu   | Tournoi non tenu   | 4T               | 2T               | 3T               | 1T               |                  |                  |                  |                  |                  |                  |                  |                  |                  |                  |                  |                  |                  |                  |                  |                  |                  |                  |                  |                  |                  |                  |                  |                  |                  |          |
| Championnat du Royaume-Uni               | DQ                 | DQ                 | 1T                 | 1T                 | 3T                 | 3T                 | 1T               | 2T               | 4T               | 3T               |                  |                  |                  |                  |                  |                  |                  |                  |                  |                  |                  |                  |                  |                  |                  |                  |                  |                  |                  |                  |                  |                  |                  |                  |                  |          |
| Open d'Écosse                            | Non tenu           | Non tenu           | CM                 | Non tenu           | Non tenu           | Non tenu           | 1T               | 1T               | 2T               | F                |                  |                  |                  |                  |                  |                  |                  |                  |                  |                  |                  |                  |                  |                  |                  |                  |                  |                  |                  |                  |                  |                  |                  |                  |                  |          |
| Masters d'Europe                         | Tournoi non tenu   | Tournoi non tenu   | Tournoi non tenu   | Tournoi non tenu   | Tournoi non tenu   | Tournoi non tenu   | DQ               | 3T               | QF               | DQ               |                  |                  |                  |                  |                  |                  |                  |                  |                  |                  |                  |                  |                  |                  |                  |                  |                  |                  |                  |                  |                  |                  |                  |                  |                  |          |
| Masters d'Allemagne                      | 1T                 | DQ                 | DQ                 | 2T                 | DQ                 | DQ                 | DQ               | 1T               | 3T               | DQ               |                  |                  |                  |                  |                  |                  |                  |                  |                  |                  |                  |                  |                  |                  |                  |                  |                  |                  |                  |                  |                  |                  |                  |                  |                  |          |
| Grand Prix Mondial                       | Tournoi non tenu   | Tournoi non tenu   | Tournoi non tenu   | Tournoi non tenu   | NC                 | NQ                 | NQ               | 2T               | 1T               | 1T               |                  |                  |                  |                  |                  |                  |                  |                  |                  |                  |                  |                  |                  |                  |                  |                  |                  |                  |                  |                  |                  |                  |                  |                  |                  |          |
| Open du pays de Galles                   | 1T                 | DQ                 | DQ                 | 3T                 | 1T                 | 2T                 | 1T               | 3T               | 4T               | 3T               |                  |                  |                  |                  |                  |                  |                  |                  |                  |                  |                  |                  |                  |                  |                  |                  |                  |                  |                  |                  |                  |                  |                  |                  |                  |          |
| Shoot-Out                                | Tournoi non classé | Tournoi non classé | Tournoi non classé | Tournoi non classé | Tournoi non classé | Tournoi non classé | 4T               | 1T               | A                | 3T               |                  |                  |                  |                  |                  |                  |                  |                  |                  |                  |                  |                  |                  |                  |                  |                  |                  |                  |                  |                  |                  |                  |                  |                  |                  |          |
| Championnat des joueurs                  | 1T                 | 2T                 | 2T                 | NQ                 | NQ                 | NQ                 | NQ               | NQ               | QF               | NQ               |                  |                  |                  |                  |                  |                  |                  |                  |                  |                  |                  |                  |                  |                  |                  |                  |                  |                  |                  |                  |                  |                  |                  |                  |                  |          |
| Open de Gibraltar                        | Tournoi non tenu   | Tournoi non tenu   | Tournoi non tenu   | Tournoi non tenu   | Tournoi non tenu   | CM                 | QF               | 4T               | 2T               | 3T               |                  |                  |                  |                  |                  |                  |                  |                  |                  |                  |                  |                  |                  |                  |                  |                  |                  |                  |                  |                  |                  |                  |                  |                  |                  |          |
| Championnat du circuit                   | Tournoi non tenu   | Tournoi non tenu   | Tournoi non tenu   | Tournoi non tenu   | Tournoi non tenu   | Tournoi non tenu   | Tournoi non tenu | Tournoi non tenu | NQ               | NQ               |                  |                  |                  |                  |                  |                  |                  |                  |                  |                  |                  |                  |                  |                  |                  |                  |                  |                  |                  |                  |                  |                  |                  |                  |                  |          |
| Championnat du monde                     | DQ                 | DQ                 | 1T                 | DQ                 | DQ                 | DQ                 | DQ               | 2T               | 1T               | 1T               |                  |                  |                  |                  |                  |                  |                  |                  |                  |                  |                  |                  |                  |                  |                  |                  |                  |                  |                  |                  |                  |                  |                  |                  |                  |          |
| Tournois non classés                     |                    |                    |                    |                    |                    |                    |                  |                  |                  |                  |                  |                  |                  |                  |                  |                  |                  |                  |                  |                  |                  |                  |                  |                  |                  |                  |                  |                  |                  |                  |                  |                  |                  |                  |                  |          |
| Masters                                  | A                  | A                  | A                  | A                  | A                  | A                  | A                | A                | 1T               | 1T               |                  |                  |                  |                  |                  |                  |                  |                  |                  |                  |                  |                  |                  |                  |                  |                  |                  |                  |                  |                  |                  |                  |                  |                  |                  |          |
| Championnat de la ligue                  | A                  | A                  | A                  | A                  | A                  | A                  | A                | A                | F                | RR               |                  |                  |                  |                  |                  |                  |                  |                  |                  |                  |                  |                  |                  |                  |                  |                  |                  |                  |                  |                  |                  |                  |                  |                  |                  |          |
| Masters de Shanghai                      | Tournoi classé     | Tournoi classé     | Tournoi classé     | Tournoi classé     | Tournoi classé     | Tournoi classé     | Tournoi classé   | Tournoi classé   | NQ               | QF               |                  |                  |                  |                  |                  |                  |                  |                  |                  |                  |                  |                  |                  |                  |                  |                  |                  |                  |                  |                  |                  |                  |                  |                  |                  |          |
| Classique Paul Hunter                    | Tournoi mineur     | Tournoi mineur     | Tournoi mineur     | Tournoi mineur     | Tournoi mineur     | Tournoi mineur     | Tournoi classé   | Tournoi classé   | Tournoi classé   | A                |                  |                  |                  |                  |                  |                  |                  |                  |                  |                  |                  |                  |                  |                  |                  |                  |                  |                  |                  |                  |                  |                  |                  |                  |                  |          |
| Tournois alternatifs                     |                    |                    |                    |                    |                    |                    |                  |                  |                  |                  |                  |                  |                  |                  |                  |                  |                  |                  |                  |                  |                  |                  |                  |                  |                  |                  |                  |                  |                  |                  |                  |                  |                  |                  |                  |          |
| Championnat du monde à six billes rouges | A                  | NT                 | A                  | A                  | A                  | A                  | A                | A                | A                | A                |                  |                  |                  |                  |                  |                  |                  |                  |                  |                  |                  |                  |                  |                  |                  |                  |                  |                  |                  |                  |                  |                  |                  |                  |                  |          |
| Anciens tournois classés                 |                    |                    |                    |                    |                    |                    |                  |                  |                  |                  |                  |                  |                  |                  |                  |                  |                  |                  |                  |                  |                  |                  |                  |                  |                  |                  |                  |                  |                  |                  |                  |                  |                  |                  |                  |          |
| Classique de Wuxi                        | Non classé         | Non classé         | DQ                 | 2T                 | 2T                 | Tournoi non tenu   | Tournoi non tenu | Tournoi non tenu | Tournoi non tenu | Tournoi non tenu | Tournoi non tenu | Tournoi non tenu | Tournoi non tenu | Tournoi non tenu | Tournoi non tenu | Tournoi non tenu | Tournoi non tenu | Tournoi non tenu | Tournoi non tenu | Tournoi non tenu | Tournoi non tenu | Tournoi non tenu | Tournoi non tenu | Tournoi non tenu | Tournoi non tenu | Tournoi non tenu | Tournoi non tenu | Tournoi non tenu | Tournoi non tenu | Tournoi non tenu | Tournoi non tenu | Tournoi non tenu | Tournoi non tenu | Tournoi non tenu | Tournoi non tenu |          |
| Open d'Australie                         | NT                 | DQ                 | 1T                 | A                  | 1T                 | 1T                 | Non tenu         | Non tenu         | Non tenu         | Non tenu         | Non tenu         | Non tenu         | Non tenu         | Non tenu         | Non tenu         | Non tenu         | Non tenu         | Non tenu         | Non tenu         | Non tenu         | Non tenu         | Non tenu         | Non tenu         | Non tenu         | Non tenu         | Non tenu         | Non tenu         | Non tenu         | Non tenu         | Non tenu         | Non tenu         | Non tenu         | Non tenu         | Non tenu         | Non tenu         | Non tenu |
| Masters de Shanghai                      | DQ                 | 1T                 | DQ                 | DQ                 | 1T                 | DQ                 | DQ               | SF               | Non classé       | Non classé       |                  |                  |                  |                  |                  |                  |                  |                  |                  |                  |                  |                  |                  |                  |                  |                  |                  |                  |                  |                  |                  |                  |                  |                  |                  |          |
| Open d'Inde                              | Non tenu           | Non tenu           | Non tenu           | DQ                 | NT                 | DQ                 | 1T               | QF               | 1T               | NT               |                  |                  |                  |                  |                  |                  |                  |                  |                  |                  |                  |                  |                  |                  |                  |                  |                  |                  |                  |                  |                  |                  |                  |                  |                  |          |
| Classique Paul Hunter                    | Tournoi mineur     | Tournoi mineur     | Tournoi mineur     | Tournoi mineur     | Tournoi mineur     | Tournoi mineur     | 3T               | 2T               | QF               | NC               |                  |                  |                  |                  |                  |                  |                  |                  |                  |                  |                  |                  |                  |                  |                  |                  |                  |                  |                  |                  |                  |                  |                  |                  |                  |          |
| Open de Chine                            | DQ                 | DQ                 | QF                 | 1T                 | 2T                 | 2T                 | DQ               | QF               | F                | NT               |                  |                  |                  |                  |                  |                  |                  |                  |                  |                  |                  |                  |                  |                  |                  |                  |                  |                  |                  |                  |                  |                  |                  |                  |                  |          |
| Anciens tournois non classés             |                    |                    |                    |                    |                    |                    |                  |                  |                  |                  |                  |                  |                  |                  |                  |                  |                  |                  |                  |                  |                  |                  |                  |                  |                  |                  |                  |                  |                  |                  |                  |                  |                  |                  |                  |          |
| Shoot-Out                                | A                  | 1T                 | 3T                 | 1T                 | 1T                 | 3T                 | Classé           | Classé           | Classé           | Classé           | Classé           | Classé           | Classé           | Classé           | Classé           | Classé           | Classé           | Classé           | Classé           | Classé           | Classé           | Classé           | Classé           | Classé           | Classé           | Classé           | Classé           | Classé           | Classé           | Classé           | Classé           | Classé           | Classé           | Classé           | Classé           | Classé   |

| Légende | Légende                         | Légende | Légende                              | Légende | Légende                    |
| ------- | ------------------------------- | ------- | ------------------------------------ | ------- | -------------------------- |
| DQ      | Défaite lors des qualifications | XT      | Défaite au tour X (RR = round robin) | QF      | Défaite en quart de finale |
| DF      | Défaite en demi-finale          | F       | Défaite en finale                    | V       | Victoire                   |
| NQ      | Pas qualifié pour le tournoi    | A       | Absent du tournoi                    | R       | Retrait du tournoi         |

| NT / Non tenu      | NT / Non tenu      | NT / Non tenu      | NT / Non tenu      | Tournoi non tenu      |
| NC / Non classé    | NC / Non classé    | NC / Non classé    | NC / Non classé    | Tournoi non classé    |
| C / Classé         | C / Classé         | C / Classé         | C / Classé         | Tournoi classé        |
| CM / Classé mineur | CM / Classé mineur | CM / Classé mineur | CM / Classé mineur | Tournoi classé mineur |
| PA / Pro-am        | PA / Pro-am        | PA / Pro-am        | PA / Pro-am        | Tournoi pro-am        |

1. ↑  Les nouveaux joueurs n'avaient pas de classement

## Palmarès

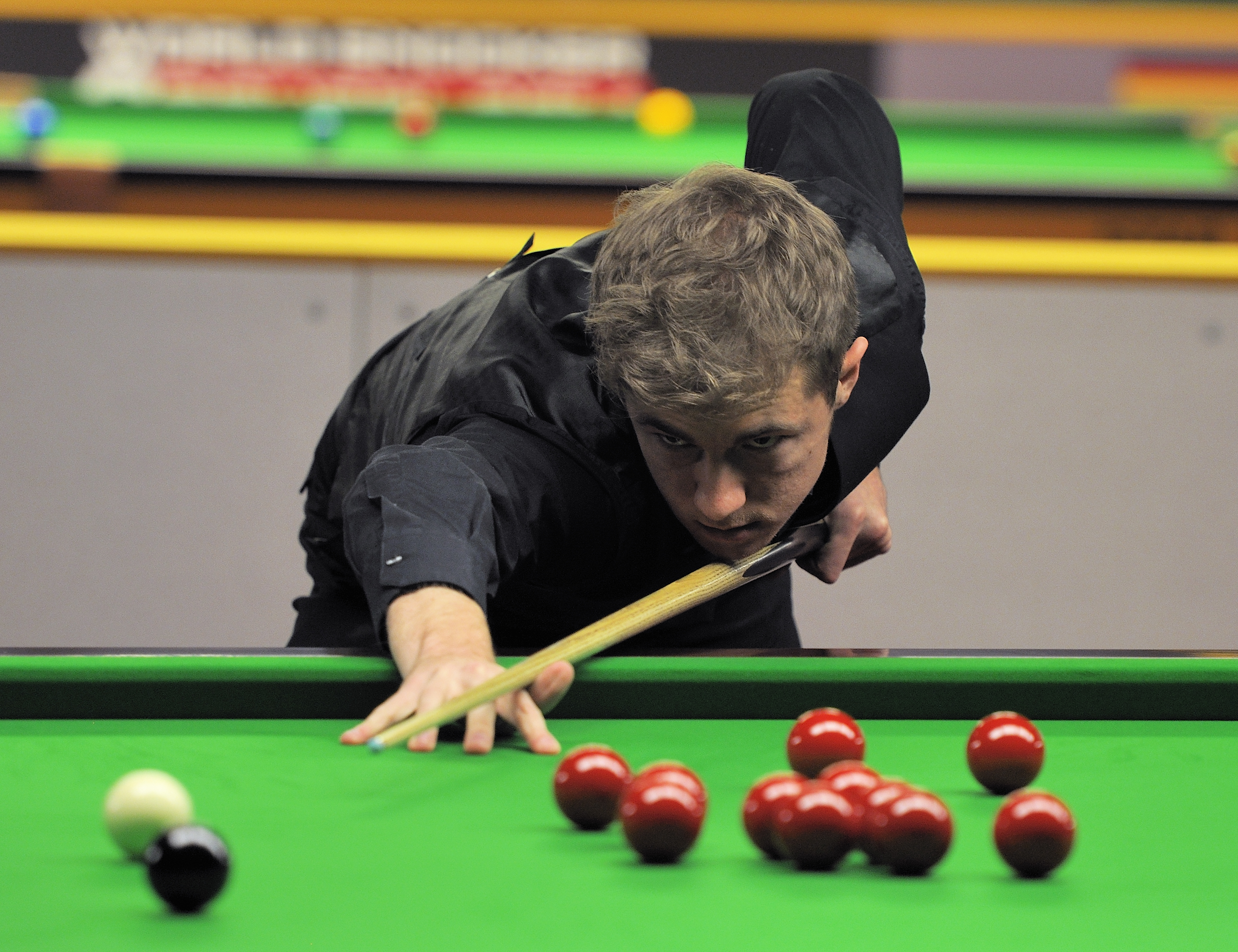
Jack Lisowski au Masters d'Allemagne 2014.

| Légende | Catégorie                      | Titres                         | Finales                        |
|         | Tournois classés               | 0                              | 6                              |
|         | Tournois classés mineurs       | 0                              | 2                              |
|         | Tournois non classés           | 0                              | 2                              |
|         | Tournois amateurs              | 3                              | 2                              |
| Gras    | Tournois de la triple couronne | Tournois de la triple couronne | Tournois de la triple couronne |

### Titres

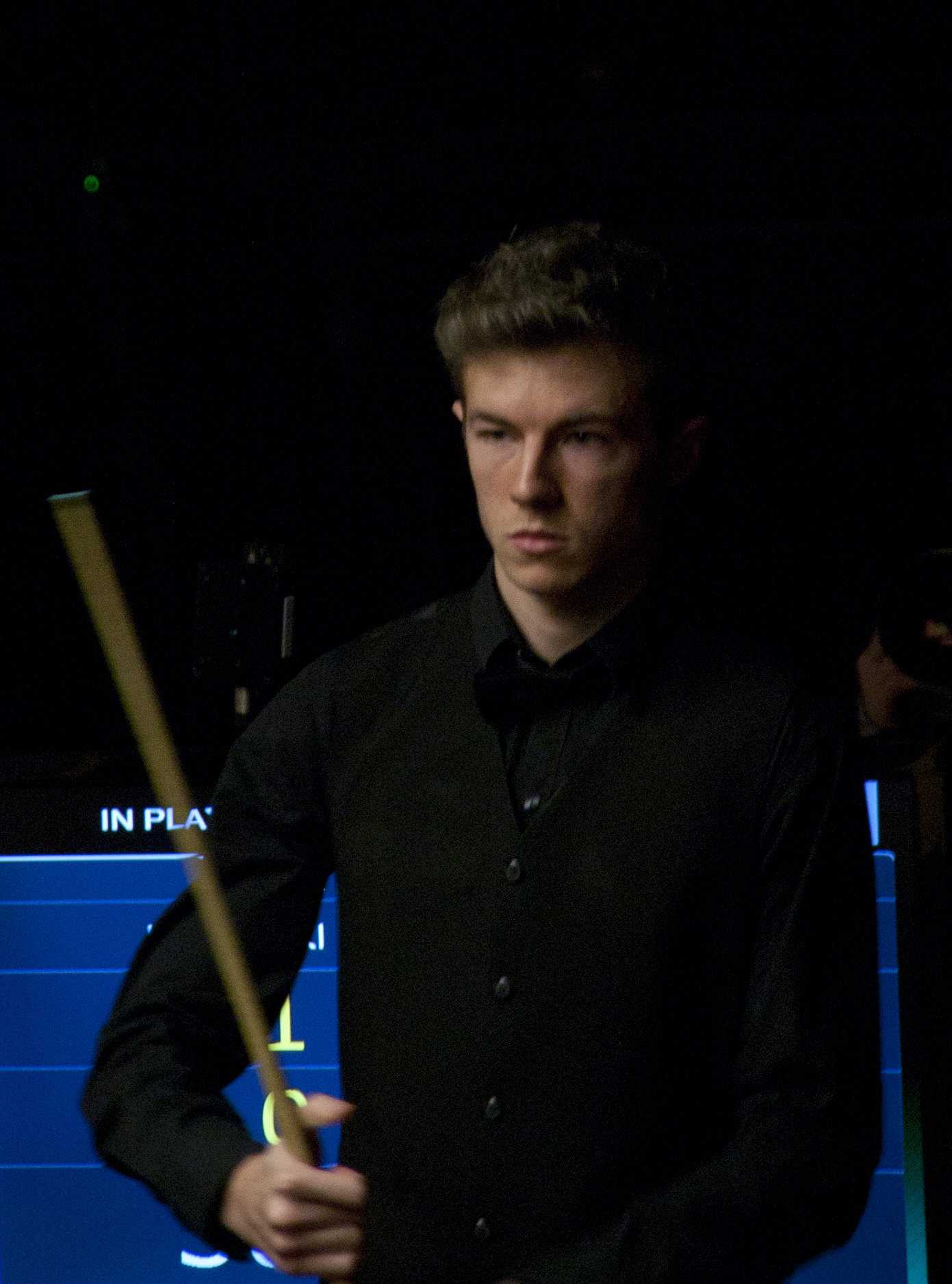
Jack Lisowski en 2014.

| Saison    | Nom du tournoi                             | Lieu       | Finaliste      | Score | Tableau |
| 2009-2010 | Séries internationales Pontins (épreuve 1) | Prestatyn  | Liam Highfield | 6-5   |         |
| 2010      | Championnat d'Angleterre amateur           | Angleterre | Leo Fernandez  | 9-2   |         |
| 2009-2010 | Séries internationales Pontins (épreuve 8) | Prestatyn  | Justin Astley  | 6-1   |         |

### Finales perdues
| Saison    | Nom du tournoi                             | Lieu          | Finaliste       | Score | Tableau |
| 2007      | Pot Black junior                           | Sheffield     | Mitchell Mann   | 0-1   |         |
| 2008-2009 | Séries internationales Pontins (épreuve 7) | Prestatyn     | Xiao Guodong    | 0-6   |         |
| 2010-2011 | Épreuve 3 de Sheffield                     | Sheffield     | Tom Ford        | 0-4   | Tableau |
| 2012-2013 | Épreuve 1 de Gloucester                    | Gloucester    | Stephen Maguire | 3-4   | Tableau |
| 2018-2019 | Masters de Riga                            | Riga          | Neil Robertson  | 2-5   | Tableau |
| 2018-2019 | Championnat de la ligue                    | Barnsley      | Martin Gould    | 1-3   | Tableau |
| 2018-2019 | Open de Chine                              | Pékin         | Neil Robertson  | 4-11  | Tableau |
| 2019-2020 | Open d'Écosse                              | Glasgow       | Mark Selby      | 6-9   | Tableau |
| 2020-2021 | Grand Prix mondial                         | Milton Keynes | Judd Trump      | 7-10  | Tableau |
| 2020-2021 | Masters d'Allemagne                        | Milton Keynes | Judd Trump      | 2-9   | Tableau |
| 2020-2021 | Open de Gibraltar                          | Milton Keynes | Judd Trump      | 0-4   | Tableau |
| 2023-2024 | Masters de Macao (épreuve 2)               | Macao         | Mark Williams   | 6-9   |         |